# Tuzibeanthus chinensis
Tuzibeanthus chinensis là một loài Rêu trong họ Lejeuneaceae. Loài này được (Stephani) Mizut. miêu tả khoa học đầu tiên năm 1961.